# Uromyces danthoniae
Uromyces danthoniae är en svampart som beskrevs av McAlpine 1906. Uromyces danthoniae ingår i släktet Uromyces och familjen Pucciniaceae.   Inga underarter finns listade i Catalogue of Life.